# Liste des chapitres de Ushijima, l'usurier de l'ombre
 (décembre 2021).
La mise en forme du texte ne suit pas les recommandations de Wikipédia : il faut le « wikifier ».
Les points d'amélioration suivants sont les cas les plus fréquents. Le détail des points à revoir est peut-être précisé sur la page de discussion.
- Les titres sont pré-formatés par le logiciel. Ils ne sont ni en capitales, ni en gras.
- Le texte ne doit pas être écrit en capitales (les noms de famille non plus), ni en gras, ni en italique, ni en « petit »…
- Le gras n'est utilisé que pour surligner le titre de l'article dans l'introduction, une seule fois.
- L'italique est rarement utilisé : mots en langue étrangère, titres d'œuvres, noms de bateaux, etc.
- Les citations ne sont pas en italique mais en corps de texte normal. Elles sont entourées par des guillemets français : « et ».
- Les listes à puces sont à éviter, des paragraphes rédigés étant largement préférés. Les tableaux sont à réserver à la présentation de données structurées (résultats, etc.).
- Les appels de note de bas de page (petits chiffres en exposant, introduits par l'outil «  Source ») sont à placer entre la fin de phrase et le point final[comme ça].
- Les liens internes (vers d'autres articles de Wikipédia) sont à choisir avec parcimonie. Créez des liens vers des articles approfondissant le sujet. Les termes génériques sans rapport avec le sujet sont à éviter, ainsi que les répétitions de liens vers un même terme.
- Les liens externes sont à placer uniquement dans une section « Liens externes », à la fin de l'article. Ces liens sont à choisir avec parcimonie suivant les règles définies. Si un lien sert de source à l'article, son insertion dans le texte est à faire par les notes de bas de page.
- La présentation des références doit suivre les conventions bibliographiques. Il est recommandé d'utiliser les modèles {{Ouvrage}}, {{Chapitre}}, {{Article}}, {{Lien web}} et/ou {{Bibliographie}}. Le mode d'édition visuel peut mettre en forme automatiquement les références.
- Insérer une infobox (cadre d'informations à droite) n'est pas obligatoire pour parachever la mise en page.

Pour une aide détaillée, merci de consulter Aide:Wikification.
Si vous pensez que ces points ont été résolus, vous pouvez retirer ce bandeau et améliorer la mise en forme d'un autre article.
Cet article est un complément de l'article sur le manga Ushijima, l'usurier de l'ombre de Shōhei Manabe. Il contient la liste des 46 volumes du manga.
La série est prépubliée dans le Big Comic Spirits de l'éditeur Shōgakukan à partir du numéro 24 de l'année 2004 sorti le 10 mai 2004 et se termine avec le 492e chapitre paru dans le numéro 14 de l'année 2019 du même magazine sorti le 4 mars 2019. Shōgakukan publie les chapitres sous le format tankōbon avec un total de 46 volumes, sortis entre le 30 juillet 2004 et le 30 mai 2019,. 

## Volumes reliés

### Tomes 1 à 10
| no | Japonais        | Japonais          | Français          | Français          |
| no | Date de sortie  | ISBN              | Date de sortie    | ISBN              |
| --- | --------------- | ----------------- | ----------------- | ----------------- |
| 1 | 30 juillet 2004 | 4-09-187341-3     | 14 septembre 2007 | 978-2-5050-0216-1 |
| Liste des chapitres : - Chapitre 1 : L'esclave - Chapitre 2 : Ushijima, les débiteurs et la commanditaire - Chapitre 3 : La jeune femme - 1ère partie - Chapitre 4 : La jeune femme - 2ème partie - Chapitre 5 : Le manutentionnaire - Chapitre 6 : Le chasseur de Yamikins - 1ère partie - Chapitre 7 : Le chasseur de Yamikins - 2ème partie |                 |                   |                   |                   |
| 2 | 29 juillet 2005 | 4-09-187342-1     | 23 novembre 2007  | 978-2-5050-0191-1 |
| Liste des chapitres : - Chapitre 8 : Le yankee - 1ère partie - Chapitre 9 : Le yankee - 2ème partie - Chapitre 10 : Le yankee - 3ème partie - Chapitre 11 : Le yankee - 4ème partie - Chapitre 12 : Le yankee - 5ème partie - Chapitre 13 : Le yankee - 6ème partie - Chapitre 14 : Le yankee - 7ème partie - Chapitre 15 : Le yankee - 8ème partie - Chapitre 16 : Le yankee - 9ème partie |                 |                   |                   |                   |
| 3 | 28 octobre 2005 | 4-09-187343-X     | 18 janvier 2008   | 978-2-5050-0283-3 |
| Liste des chapitres : - Chapitre 17 : Le yankee - 10ème partie - Chapitre 18 : Le yankee - 11ème partie - Chapitre 19 : Le yankee - 12ème partie - Chapitre 20 : Le yankee - 13ème partie - Chapitre 21 : Le yankee - 14ème partie - Chapitre 22 : Le yankee - 15ème partie - Chapitre 23 : Le yankee - 16ème partie - Chapitre 24 : L'homo - 1ère partie - Chapitre 25 : L'homo - 2ème partie - Chapitre 26 : L'homo - 3ème partie |                 |                   |                   |                   |
| 4 | 30 mars 2006    | 4-09-180214-1     | 21 mars 2008      | 978-2-5050-0353-3 |
| Liste des chapitres : - Chapitre 27 : L'homo - 4ème partie - Chapitre 28 : L'homo - 5ème partie - Chapitre 29 : Les gyaruo - 1ère partie - Chapitre 30 : Les gyaruo - 2ème partie - Chapitre 31 : Les gyaruo - 3ème partie - Chapitre 32 : Les gyaruo - 4ème partie - Chapitre 33 : Les gyaruo - 5ème partie - Chapitre 34 : Les gyaruo - 6ème partie - Chapitre 35 : Les gyaruo - 7ème partie - Chapitre 36 : Les gyaruo - 8ème partie |                 |                   |                   |                   |
| 5 | 30 août 2006    | 4-09-180648-1     | 16 mai 2008       | 978-2-5050-0313-7 |
| Liste des chapitres : - Chapitre 37 : Les gyaruo - 9ème partie - Chapitre 38 : Les gyaruo - 10ème partie - Chapitre 39 : Les gyaruo - 11ème partie - Chapitre 40 : Les gyaruo - 12ème partie - Chapitre 41 : Les gyaruo - 13ème partie - Chapitre 42 : La professionnelle - 1ère partie - Chapitre 43 : La professionnelle - 2ème partie - Chapitre 44 : La professionnelle - 3ème partie - Chapitre 45 : La professionnelle - 4ème partie - Chapitre 46 : La professionnelle - 5ème partie - Chapitre 47 : La professionnelle - 6ème partie                                             |                 |                   |                   |                   |
| 6 | 30 octobre 2006 | 4-09-180788-7     | 4 juillet 2008    | 978-2-5050-0314-4 |
| Liste des chapitres : - Chapitre 48 : La professionnelle - 7ème partie - Chapitre 49 : La professionnelle - 8ème partie - Chapitre 50 : La professionnelle - 9ème partie - Chapitre 51 : La professionnelle - 10ème partie - Chapitre 52 : La professionnelle - 11ème partie - Chapitre 53 : La professionnelle - 12ème partie - Chapitre 54 : La professionnelle - 13ème partie - Chapitre 55 : La professionnelle - 14ème partie - Chapitre 56 : La professionnelle - 15ème partie - Chapitre 57 : La professionnelle - 16ème partie - Chapitre 58 : La professionnelle - 17ème partie |                 |                   |                   |                   |
| 7 | 30 janvier 2007 | 978-4-09-181060-1 | 5 septembre 2008  | 978-2-5050-0425-7 |
| Liste des chapitres : - Chapitre 59 : La professionnelle - 18ème partie - Chapitre 60 : La professionnelle - 19ème partie - Chapitre 61 : La professionnelle - 20ème partie - Chapitre 62 : La professionnelle - 21ème partie - Chapitre 63 : La professionnelle - 22ème partie - Chapitre 64 : La professionnelle - 23ème partie - Chapitre 65 : La professionnelle - 24ème partie - Chapitre 66 : Le feeter - 1ère partie - Chapitre 67 : Le feeter - 2ème partie - Chapitre 68 : Le feeter - 3ème partie - Chapitre 69 : Le feeter - 4ème partie                                      |                 |                   |                   |                   |
| 8 | 30 mai 2007     | 978-4-09-181209-4 | 14 novembre 2008  | 978-2-5050-0437-0 |
| Liste des chapitres : - Chapitre 70 : Le feeter - 5ème partie - Chapitre 71 : Le feeter - 6ème partie - Chapitre 72 : Le feeter - 7ème partie - Chapitre 73 : Le feeter - 8ème partie - Chapitre 74 : Le feeter - 9ème partie - Chapitre 75 : Le feeter - 10ème partie - Chapitre 76 : Le feeter - 11ème partie - Chapitre 77 : Le feeter - 12ème partie - Chapitre 78 : Le feeter - 13ème partie - Chapitre 79 : Le feeter - 14ème partie - Chapitre 80 : Le feeter - 15ème partie |                 |                   |                   |                   |
| 9 | 30 août 2007    | 978-4-09-181386-2 | 16 janvier 2009   | 978-2-5050-0516-2 |
| Liste des chapitres : - Chapitre 81 : Le feeter - 16ème partie - Chapitre 82 : Le feeter - 17ème partie - Chapitre 83 : Le feeter - 18ème partie - Chapitre 84 : Le feeter - 19ème partie - Chapitre 85 : Le feeter - 20ème partie - Chapitre 86 : Le feeter - 21ème partie - Chapitre 87 : Le feeter - 22ème partie - Chapitre 88 : Le feeter - 23ème partie - Chapitre 89 : Le feeter - 24ème partie - Chapitre 90 : Le feeter - 25ème partie - Chapitre 91 : Le feeter - 26ème partie                                                                                                 |                 |                   |                   |                   |
| 10 | 30 janvier 2008 | 978-4-09-181709-9 | 17 avril 2009     | 978-2-5050-0551-3 |
| Liste des chapitres : - Chapitre 92 : Le salaryman - 1ère partie - Chapitre 93 : Le salaryman - 2ème partie - Chapitre 94 : Le salaryman - 3ème partie - Chapitre 95 : Le salaryman - 4ème partie - Chapitre 96 : Le salaryman - 5ème partie - Chapitre 97 : Le salaryman - 6ème partie - Chapitre 98 : Le salaryman - 7ème partie - Chapitre 99 : Le salaryman - 8ème partie - Chapitre 100 : Le salaryman - 9ème partie - Chapitre 101 : Le salaryman - 10ème partie - Chapitre 102 : Le salaryman - 11ème partie                                                                      |                 |                   |                   |                   |

### Tomes 11 à 20
| no | Japonais          | Japonais          | Français         | Français          |
| no | Date de sortie    | ISBN              | Date de sortie   | ISBN              |
| --- | ----------------- | ----------------- | ---------------- | ----------------- |
| 11 | 26 avril 2008     | 978-4-09-181857-7 | 4 novembre 2009  | 978-2-5050-0719-7 |
| Liste des chapitres : - Chapitre 103 : Le salaryman - 12ème partie - Chapitre 104 : Le salaryman - 13ème partie - Chapitre 105 : Le salaryman - 14ème partie - Chapitre 106 : Le salaryman - 15ème partie - Chapitre 107 : Le salaryman - 16ème partie - Chapitre 108 : Le salaryman - 17ème partie - Chapitre 109 : Le salaryman - 18ème partie - Chapitre 110 : Le salaryman - 19ème partie - Chapitre 111 : Le salaryman - 20ème partie - Chapitre 112 : Le salaryman - 21ème partie - Chapitre 113 : Le salaryman - 22ème partie |                   |                   |                  |                   |
| 12 | 30 juillet 2008   | 978-4-09-182095-2 | 8 janvier 2010   | 978-2-5050-0793-7 |
| Liste des chapitres : - Chapitre 114 : Le salaryman - 23ème partie - Chapitre 115 : Le salaryman - 24ème partie - Chapitre 116 : Le salaryman - 25ème partie - Chapitre 117 : Le salaryman - 26ème partie - Chapitre 118 : Le salaryman - 27ème partie - Chapitre 119 : Le salaryman - 28ème partie - Chapitre 120 : Le salaryman - 29ème partie - Chapitre 121 : Le salaryman - 30ème partie - Chapitre 122 : Le chauffeur de taxi |                   |                   |                  |                   |
| 13 | 28 novembre 2008  | 978-4-09-182216-1 | 2 juillet 2010   | 978-2-5050-0883-5 |
| Liste des chapitres : - Chapitre 123 : Le café de rencontre - 1ère partie - Chapitre 124 : Le café de rencontre - 2ème partie - Chapitre 125 : Le café de rencontre - 3ème partie - Chapitre 126 : Le café de rencontre - 4ème partie - Chapitre 127 : Le café de rencontre - 5ème partie - Chapitre 128 : Le café de rencontre - 6ème partie - Chapitre 129 : Le café de rencontre - 7ème partie - Chapitre 130 : Le café de rencontre - 8ème partie - Chapitre 131 : Le café de rencontre - 9ème partie - Chapitre 132 : Le café de rencontre - 10ème partie - Chapitre 133 : Le café de rencontre - 11ème partie - Chapitre 134 : Le café de rencontre - 12ème partie |                   |                   |                  |                   |
| 14 | 30 mars 2009      | 978-4-09-182387-8 | 7 janvier 2011   | 978-2-5050-1024-1 |
| Liste des chapitres : - Chapitre 135 : Le supertaxi - 1ère partie - Chapitre 136 : Le supertaxi - 2ème partie - Chapitre 137 : Le supertaxi - 3ème partie - Chapitre 138 : Le supertaxi - 4ème partie - Chapitre 139 : Le supertaxi - 5ème partie - Chapitre 140 : Le supertaxi - 6ème partie - Chapitre 141 : Le supertaxi - 7ème partie - Chapitre 142 : Le supertaxi - 8ème partie - Chapitre 143 : Le supertaxi - 9ème partie - Chapitre 144 : Le supertaxi - 10ème partie - Chapitre 145 : Le supertaxi - 11ème partie - Chapitre 146 : Le supertaxi - 12ème partie                                                                                                 |                   |                   |                  |                   |
| 15 | 30 juin 2009      | 978-4-09-182499-8 | 1er juillet 2011 | 978-2-5050-1185-9 |
| Liste des chapitres : - Chapitre 147 : La femme du terekura - 1ère partie - Chapitre 148 : La femme du terekura - 2ème partie - Chapitre 149 : La femme du terekura - 3ème partie - Chapitre 150 : La femme du terekura - 4ème partie - Chapitre 151 : La femme du terekura - 5ème partie - Chapitre 152 : La femme du terekura - 6ème partie - Chapitre 153 : La femme du terekura - 7ème partie - Chapitre 154 : La femme du terekura - 8ème partie - Chapitre 155 : La femme du terekura - 9ème partie - Chapitre 156 : La femme du terekura - 10ème partie |                   |                   |                  |                   |
| 16 | 30 septembre 2009 | 978-4-09-182604-6 | 21 octobre 2011  | 978-2-5050-1253-5 |
| Liste des chapitres : - Chapitre 157 : Le paradis - 1ère partie - Chapitre 158 : Le paradis - 2ème partie - Chapitre 159 : Le paradis - 3ème partie - Chapitre 160 : Le paradis - 4ème partie - Chapitre 161 : Le paradis - 5ème partie - Chapitre 162 : Le paradis - 6ème partie - Chapitre 163 : Le paradis - 7ème partie - Chapitre 164 : Le paradis - 8ème partie - Chapitre 165 : Le paradis - 9ème partie - Chapitre 166 : Le paradis - 10ème partie - Chapitre 167 : Le paradis - 11ème partie - Chapitre 168 : Le paradis - 12ème partie |                   |                   |                  |                   |
| 17 | 29 janvier 2010   | 978-4-09-182889-7 | 16 mars 2012     | 978-2-5050-1426-3 |
| Liste des chapitres : - Chapitre 169 : Le paradis - 13ème partie - Chapitre 170 : Le paradis - 14ème partie - Chapitre 171 : Le paradis - 15ème partie - Chapitre 172 : Le paradis - 16ème partie - Chapitre 173 : Le paradis - 17ème partie - Chapitre 174 : Le paradis - 18ème partie - Chapitre 175 : Le paradis - 19ème partie - Chapitre 176 : Le paradis - 20ème partie - Chapitre 177 : Le paradis - 21ème partie - Chapitre 178 : Le paradis - 22ème partie - Chapitre 179 : Le paradis - 23ème partie |                   |                   |                  |                   |
| 18 | 28 mai 2010       | 978-4-09-183190-3 | 24 août 2012     | 978-2-5050-1531-4 |
| Liste des chapitres : - Chapitre 180 : Le yamikin - 1ère partie - Chapitre 181 : Le yamikin - 2ème partie - Chapitre 182 : Le yamikin - 3ème partie - Chapitre 183 : Le yamikin - 4ème partie - Chapitre 184 : Le yamikin - 5ème partie - Chapitre 185 : Le yamikin - 6ème partie - Chapitre 186 : Le yamikin - 7ème partie - Chapitre 187 : Le yamikin - 8ème partie - Chapitre 188 : Le yamikin - 9ème partie - Chapitre 189 : Le yamikin - 10ème partie - Chapitre 190 : Le yamikin - 11ème partie |                   |                   |                  |                   |
| 19 | 30 septembre 2010 | 978-4-09-183399-0 | 4 janvier 2013   | 978-2-5050-1700-4 |
| Liste des chapitres : - Chapitre 191 : Le yamikin - 12ème partie - Chapitre 192 : Le yamikin - 13ème partie - Chapitre 193 : Le yamikin - 14ème partie - Chapitre 194 : Le yamikin - 15ème partie - Chapitre 195 : Le yamikin - 16ème partie - Chapitre 196 : Le yamikin - 17ème partie - Chapitre 197 : Le yamikin - 18ème partie - Chapitre 198 : Le yamikin - 19ème partie - Chapitre 199 : Le yamikin - 20ème partie - Chapitre 200 : Le yamikin - 21ème partie - Chapitre 201 : Le yamikin - 22ème partie - Chapitre 202 : Le yamikin - 23ème partie |                   |                   |                  |                   |
| 20 | 30 novembre 2010  | 978-4-09-183517-8 | 7 juin 2013      | 978-2-5050-1892-6 |
| Liste des chapitres : - Chapitre 203 : Le yamikin - 24ème partie - Chapitre 204 : Le yamikin - 25ème partie - Chapitre 205 : Le yamikin - 26ème partie - Chapitre 206 : Le yamikin - 27ème partie - Chapitre 207 : Le yamikin - 28ème partie - Chapitre 208 : Le yamikin - 29ème partie - Chapitre 209 : Le trendy - 1ère partie - Chapitre 210 : Le trendy - 2ème partie - Chapitre 211 : Le trendy - 3ème partie - Chapitre 212 : Le trendy - 4ème partie - Chapitre 213 : Le trendy - 5ème partie - Chapitre 214 : Le trendy - 6ème partie |                   |                   |                  |                   |

### Tomes 21 à 30
| no | Japonais         | Japonais          | Français          | Français          |
| no | Date de sortie   | ISBN              | Date de sortie    | ISBN              |
| --- | ---------------- | ----------------- | ----------------- | ----------------- |
| 21 | 28 avril 2011    | 978-4-09-183794-3 | 8 novembre 2013   | 978-2-5050-1893-3 |
| Liste des chapitres : - Chapitre 215 : Le trendy - 7ème partie - Chapitre 216 : Le trendy - 8ème partie - Chapitre 217 : Le trendy - 9ème partie - Chapitre 218 : Le trendy - 10ème partie - Chapitre 219 : Le trendy - 11ème partie - Chapitre 220 : Le trendy - 12ème partie - Chapitre 221 : Le host - 1ère partie - Chapitre 222 : Le host - 2ème partie - Chapitre 223 : Le host - 3ème partie - Chapitre 224 : Le host - 4ème partie - Chapitre 225 : Le host - 5ème partie - Chapitre 226 : Le host - 6ème partie |                  |                   |                   |                   |
| 22 | 30 août 2011     | 978-4-09-184019-6 | 21 mars 2014      | 978-2-5050-1894-0 |
| Liste des chapitres : - Chapitre 227 : Le host - 7ème partie - Chapitre 228 : Le host - 8ème partie - Chapitre 229 : Le host - 9ème partie - Chapitre 230 : Le host - 10ème partie - Chapitre 231 : Le host - 11ème partie - Chapitre 232 : Le host - 12ème partie - Chapitre 233 : Le host - 13ème partie - Chapitre 234 : Le host - 14ème partie - Chapitre 235 : Le host - 15ème partie - Chapitre 236 : Le host - 16ème partie - Chapitre 237 : Le host - 17ème partie - Chapitre 238 : Le host - 18ème partie - Chapitre 239 : Le host - 19ème partie - Chapitre 240 : Le host - 20ème partie |                  |                   |                   |                   |
| 23 | 30 novembre 2011 | 978-4-09-184159-9 | 22 août 2014      | 978-2-5050-1895-7 |
| Liste des chapitres : - Chapitre 241 : L'ancien host - 1ère partie - Chapitre 242 : L'ancien host - 2ème partie - Chapitre 243 : L'ancien host - 3ème partie - Chapitre 244 : L'ancien host - 4ème partie - Chapitre 245 : L'ancien host - 5ème partie - Chapitre 246 : L'ancien host - 6ème partie - Chapitre 247 : L'ancien host - 7ème partie - Chapitre 248 : L'ancien host - 8ème partie - Chapitre 249 : L'ancien host - 9ème partie - Chapitre 250 : L'ancien host - 10ème partie - Chapitre 251 : L'ancien host - 11ème partie - Chapitre 252 : L'ancien host - 12ème partie |                  |                   |                   |                   |
| 24 | 27 avril 2012    | 978-4-09-184453-8 | 30 janvier 2015   | 978-2-5050-6179-3 |
| Liste des chapitres : - Chapitre 253 : L'assisté - 1ère partie - Chapitre 254 : L'assisté - 2ème partie - Chapitre 255 : L'assisté - 3ème partie - Chapitre 256 : L'assisté - 4ème partie - Chapitre 257 : L'assisté - 5ème partie - Chapitre 258 : L'assisté - 6ème partie - Chapitre 259 : L'assisté - 7ème partie - Chapitre 260 : L'assisté - 8ème partie - Chapitre 261 : L'assisté - 9ème partie - Chapitre 262 : L'assisté - 10ème partie |                  |                   |                   |                   |
| 25 | 30 juillet 2012  | 978-4-09-184610-5 | 22 mai 2015       | 978-2-5050-6330-8 |
| Liste des chapitres : - Chapitre 263 : L'assisté - 11ème partie - Chapitre 264 : L'assisté - 12ème partie - Chapitre 265 : L'assisté - 13ème partie - Chapitre 266 : L'assisté - 14ème partie - Chapitre 267 : L'assisté - 15ème partie - Chapitre 268 : L'assisté - 16ème partie - Chapitre 269 : L'assisté - 17ème partie - Chapitre 270 : L'assisté - 18ème partie - Chapitre 271 : L'assisté - 19ème partie - Chapitre 272 : L'assisté - 20ème partie - Bonus : Ezaki |                  |                   |                   |                   |
| 26 | 30 novembre 2012 | 978-4-09-184767-6 | 25 septembre 2015 | 978-2-5050-6339-1 |
| Liste des chapitres : - Chapitre 273 : Le laveur de cerveau - 1ère partie - Chapitre 274 : Le laveur de cerveau - 2ème partie - Chapitre 275 : Le laveur de cerveau - 3ème partie - Chapitre 276 : Le laveur de cerveau - 4ème partie - Chapitre 277 : Le laveur de cerveau - 5ème partie - Chapitre 278 : Le laveur de cerveau - 6ème partie - Chapitre 279 : Le laveur de cerveau - 7ème partie - Chapitre 280 : Le laveur de cerveau - 8ème partie - Chapitre 281 : Le laveur de cerveau - 9ème partie - Chapitre 282 : Le laveur de cerveau - 10ème partie - Chapitre 283 : Le laveur de cerveau - 11ème partie - Chapitre 284 : Le laveur de cerveau - 12ème partie - Chapitre 285 : Le laveur de cerveau - 13ème partie |                  |                   |                   |                   |
| 27 | 28 février 2013  | 978-4-09-184888-8 | 8 janvier 2016    | 978-2-5050-6475-6 |
| Liste des chapitres : - Chapitre 286 : Le laveur de cerveau - 14ème partie - Chapitre 287 : Le laveur de cerveau - 15ème partie - Chapitre 288 : Le laveur de cerveau - 16ème partie - Chapitre 289 : Le laveur de cerveau - 17ème partie - Chapitre 290 : Le laveur de cerveau - 18ème partie - Chapitre 291 : Le laveur de cerveau - 19ème partie - Chapitre 292 : Le laveur de cerveau - 20ème partie - Chapitre 293 : Le laveur de cerveau - 21ème partie - Chapitre 294 : Le laveur de cerveau - 22ème partie - Chapitre 295 : Le laveur de cerveau - 23ème partie - Chapitre 296 : Le laveur de cerveau - 24ème partie - Chapitre 297 : Le laveur de cerveau - 25ème partie                                             |                  |                   |                   |                   |
| 28 | 28 juin 2013     | 978-4-09-185257-1 | 18 mars 2016      | 978-2-5050-6602-6 |
| Liste des chapitres : - Chapitre 298 : Le laveur de cerveau - 26ème partie - Chapitre 299 : Le laveur de cerveau - 27ème partie - Chapitre 300 : Le laveur de cerveau - 28ème partie - Chapitre 301 : Le laveur de cerveau - 29ème partie - Chapitre 302 : Le laveur de cerveau - 30ème partie - Chapitre 303 : Le laveur de cerveau - 31ème partie - Chapitre 304 : Le laveur de cerveau - 32ème partie - Chapitre 305 : Le laveur de cerveau - 33ème partie - Chapitre 306 : Le laveur de cerveau - 34ème partie - Chapitre 307 : Le laveur de cerveau - 35ème partie - Chapitre 308 : Le laveur de cerveau - 36ème partie - Chapitre 309 : Le laveur de cerveau - 37ème partie                                             |                  |                   |                   |                   |
| 29 | 29 novembre 2013 | 978-4-09-185664-7 | 6 mai 2016        | 978-2-5050-6601-9 |
| Liste des chapitres : - Chapitre 310 : L'employé quadragénaire - 1ère partie - Chapitre 311 : L'employé quadragénaire - 2ème partie - Chapitre 312 : L'employé quadragénaire - 3ème partie - Chapitre 313 : L'employé quadragénaire - 4ème partie - Chapitre 314 : L'employé quadragénaire - 5ème partie - Chapitre 315 : L'employé quadragénaire - 6ème partie - Chapitre 316 : L'employé quadragénaire - 7ème partie - Chapitre 317 : L'employé quadragénaire - 8ème partie - Chapitre 318 : L'employé quadragénaire - 9ème partie - Chapitre 319 : L'employé quadragénaire - 10ème partie - Chapitre 320 : L'employé quadragénaire - 11ème partie                                                                          |                  |                   |                   |                   |
| 30 | 28 février 2014  | 978-4-09-185875-7 | 19 août 2016      | 978-2-5050-6600-2 |
| Liste des chapitres : - Chapitre 321 : L'argent libre - 1ère partie - Chapitre 322 : L'argent libre - 2ème partie - Chapitre 323 : L'argent libre - 3ème partie - Chapitre 324 : L'argent libre - 4ème partie - Chapitre 325 : L'argent libre - 5ème partie - Chapitre 326 : L'argent libre - 6ème partie - Chapitre 327 : L'argent libre - 7ème partie - Chapitre 328 : L'argent libre - 8ème partie - Chapitre 329 : L'argent libre - 9ème partie - Chapitre 330 : L'argent libre - 10ème partie - Chapitre 331 : L'argent libre - 11ème partie |                  |                   |                   |                   |

### Tomes 31 à 40
| no | Japonais          | Japonais          | Français          | Français          |
| no | Date de sortie    | ISBN              | Date de sortie    | ISBN              |
| --- | ----------------- | ----------------- | ----------------- | ----------------- |
| 31 | 14 mai 2014       | 978-4-09-186179-5 | 23 septembre 2016 | 978-2-5050-6603-3 |
| Liste des chapitres : - Chapitre 332 : L'argent libre - 12ème partie - Chapitre 333 : L'argent libre - 13ème partie - Chapitre 334 : L'argent libre - 14ème partie - Chapitre 335 : L'argent libre - 15ème partie - Chapitre 336 : L'argent libre - 16ème partie - Chapitre 337 : L'argent libre - 17ème partie - Chapitre 338 : L'argent libre - 18ème partie - Chapitre 339 : L'argent libre - 19ème partie - Chapitre 340 : L'argent libre - 20ème partie - Chapitre 341 : L'argent libre - 21ème partie - Chapitre 342 : L'argent libre - 22ème partie |                   |                   |                   |                   |
| 32 | 30 octobre 2014   | 978-4-09-186518-2 | 2 décembre 2016   | 978-2-5050-6605-7 |
| Liste des chapitres : - Chapitre 343 : L'argent libre - 23ème partie - Chapitre 344 : L'argent libre - 24ème partie - Chapitre 345 : L'argent libre - 25ème partie - Chapitre 346 : L'argent libre - 26ème partie - Chapitre 347 : L'argent libre - 27ème partie - Chapitre 348 : L'argent libre - 28ème partie - Chapitre 349 : L'argent libre - 29ème partie - Chapitre 350 : L'argent libre - 30ème partie - Chapitre 351 : L'argent libre - 31ème partie - Chapitre 352 : Les vengeurs - 1ère partie - Chapitre 353 : Les vengeurs - 2ème partie       |                   |                   |                   |                   |
| 33 | 27 février 2015   | 978-4-09-186790-2 | 17 mars 2017      | 978-2-5050-6781-8 |
| Liste des chapitres : - Chapitre 354 : Le yakuza - 1ère partie - Chapitre 355 : Le yakuza - 2ème partie - Chapitre 356 : Le yakuza - 3ème partie - Chapitre 357 : Le yakuza - 4ème partie - Chapitre 358 : Le yakuza - 5ème partie - Chapitre 359 : Le yakuza - 6ème partie - Chapitre 360 : Le yakuza - 7ème partie - Chapitre 361 : Le yakuza - 8ème partie - Chapitre 362 : Le yakuza - 9ème partie - Chapitre 363 : Le yakuza - 10ème partie |                   |                   |                   |                   |
| 34 | 30 juin 2015      | 978-4-09-187064-3 | 2 juin 2017       | 978-2-5050-6782-5 |
| Liste des chapitres : - Chapitre 364 : Le yakuza - 11ème partie - Chapitre 365 : Le yakuza - 12ème partie - Chapitre 366 : Le yakuza - 13ème partie - Chapitre 367 : Le yakuza - 14ème partie - Chapitre 368 : Le yakuza - 15ème partie - Chapitre 369 : Le yakuza - 16ème partie - Chapitre 370 : Le yakuza - 17ème partie - Chapitre 371 : Le yakuza - 18ème partie - Chapitre 372 : Le yakuza - 19ème partie - Chapitre 373 : Le yakuza - 20ème partie                                                                                                  |                   |                   |                   |                   |
| 35 | 30 novembre 2015  | 978-4-09-187064-3 | 22 septembre 2017 | 978-2-5050-6899-0 |
| Liste des chapitres : - Chapitre 374 : Le yakuza - 21ème partie - Chapitre 375 : Le yakuza - 22ème partie - Chapitre 376 : Le yakuza - 23ème partie - Chapitre 377 : Le yakuza - 24ème partie - Chapitre 378 : Le yakuza - 25ème partie - Chapitre 379 : Le yakuza - 26ème partie - Chapitre 380 : Le yakuza - 27ème partie - Chapitre 381 : Le yakuza - 28ème partie - Chapitre 382 : Le yakuza - 29ème partie - Chapitre 383 : Le yakuza - 30ème partie                                                                                                  |                   |                   |                   |                   |
| 36 | 29 février 2016   | 978-4-09-187064-3 | 8 décembre 2017   | 978-2-5050-6900-3 |
| Liste des chapitres : - Chapitre 384 : Le yakuza - 31ème partie - Chapitre 385 : Le yakuza - 32ème partie - Chapitre 386 : Le yakuza - 33ème partie - Chapitre 387 : Le yakuza - 34ème partie - Chapitre 388 : Le yakuza - 35ème partie - Chapitre 389 : Le fugitif - 1ère partie - Chapitre 390 : Le fugitif - 2ème partie - Chapitre 391 : Le fugitif - 3ème partie - Chapitre 392 : Le fugitif - 4ème partie - Chapitre 393 : Le fugitif - 5ème partie                                                                                                  |                   |                   |                   |                   |
| 37 | 30 juin 2016      | 978-4-09-187064-3 | 2 mars 2018       | 978-2-5050-6955-3 |
| Liste des chapitres : - Chapitre 394 : Le fugitif - 6ème partie - Chapitre 395 : Le fugitif - 7ème partie - Chapitre 396 : Le fugitif - 8ème partie - Chapitre 397 : Le fugitif - 9ème partie - Chapitre 398 : Le fugitif - 10ème partie - Chapitre 399 : Le fugitif - 11ème partie - Chapitre 400 : Le fugitif - 12ème partie - Chapitre 401 : Le fugitif - 13ème partie - Chapitre 402 : Le fugitif - 14ème partie - Chapitre 403 : Le fugitif - 15ème partie                                                                                            |                   |                   |                   |                   |
| 38 | 20 septembre 2016 | 978-4-09-187064-3 | 12 juin 2018      | 978-2-5050-6956-0 |
| Liste des chapitres : - Chapitre 404 : Le fugitif - 16ème partie - Chapitre 405 : Le fugitif - 17ème partie - Chapitre 406 : Le fugitif - 18ème partie - Chapitre 407 : Le fugitif - 19ème partie - Chapitre 408 : Le fugitif - 20ème partie - Chapitre 409 : Le fugitif - 21ème partie - Chapitre 410 : Le fugitif - 22ème partie - Chapitre 411 : Le fugitif - 23ème partie - Chapitre 412 : Le fugitif - 24ème partie - Chapitre 413 : Le fugitif - 25ème partie                                                                                        |                   |                   |                   |                   |
| 39 | 28 avril 2017     | 978-4-09-187064-3 | 21 septembre 2018 | 978-2-5050-7159-4 |
| Liste des chapitres : - Chapitre 414 : Le fugitif - 26ème partie - Chapitre 415 : Ushijama - 1ère partie - Chapitre 416 : Ushijama - 2ème partie - Chapitre 417 : Ushijama - 3ème partie - Chapitre 418 : Ushijama - 4ème partie - Chapitre 419 : Ushijama - 5ème partie - Chapitre 420 : Ushijama - 6ème partie - Chapitre 421 : Ushijama - 7ème partie - Chapitre 422 : Ushijama - 8ème partie - Chapitre 423 : Ushijama - 9ème partie |                   |                   |                   |                   |
| 40 | 28 juillet 2017   | 978-4-09-187064-3 | 7 décembre 2018   | 978-2-5050-7206-5 |
| Liste des chapitres : - Chapitre 424 : Ushijama - 10ème partie - Chapitre 425 : Ushijama - 11ème partie - Chapitre 426 : Ushijama - 12ème partie - Chapitre 427 : Ushijama - 13ème partie - Chapitre 428 : Ushijama - 14ème partie - Chapitre 429 : Ushijama - 15ème partie - Chapitre 430 : Ushijama - 16ème partie - Chapitre 431 : Ushijama - 17ème partie - Chapitre 432 : Ushijama - 18ème partie - Chapitre 433 : Ushijama - 19ème partie |                   |                   |                   |                   |

### Tomes 41 à 46
| no | Japonais         | Japonais          | Français          | Français          |
| no | Date de sortie   | ISBN              | Date de sortie    | ISBN              |
| --- | ---------------- | ----------------- | ----------------- | ----------------- |
| 41 | 30 octobre 2017  | 978-4-09-187064-3 | 1er mars 2019     | 978-2-5050-7540-0 |
| Liste des chapitres : - Chapitre 434 : Ushijama - 20ème partie - Chapitre 435 : Ushijama - 21ème partie - Chapitre 436 : Ushijama - 22ème partie - Chapitre 437 : Ushijama - 23ème partie - Chapitre 438 : Ushijama - 24ème partie - Chapitre 439 : Ushijama - 25ème partie - Chapitre 440 : Ushijama - 26ème partie - Chapitre 441 : Ushijama - 27ème partie - Chapitre 442 : Ushijama - 28ème partie - Chapitre 443 : Ushijama - 29ème partie |                  |                   |                   |                   |
| 42 | 12 mars 2018     | 978-4-09-187064-3 | 21 juin 2019      | 978-2-5050-7541-7 |
| Liste des chapitres : - Chapitre 444 : Ushijama - 30ème partie - Chapitre 445 : Ushijama - 31ème partie - Chapitre 446 : Ushijama - 32ème partie - Chapitre 447 : Ushijama - 33ème partie - Chapitre 448 : Ushijama - 34ème partie - Chapitre 449 : Ushijama - 35ème partie - Chapitre 450 : Ushijama - 36ème partie - Chapitre 451 : Ushijama - 37ème partie - Chapitre 452 : Ushijama - 38ème partie - Chapitre 453 : Ushijama - 39ème partie |                  |                   |                   |                   |
| 43 | 29 juin 2018     | 978-4-09-187064-3 | 20 septembre 2019 | 978-2-5050-7604-9 |
| Liste des chapitres : - Chapitre 454 : Ushijama - 40ème partie - Chapitre 455 : Ushijama - 41ème partie - Chapitre 456 : Ushijama - 42ème partie - Chapitre 457 : Ushijama - 43ème partie - Chapitre 458 : Ushijama - 44ème partie - Chapitre 459 : Ushijama - 45ème partie - Chapitre 460 : Ushijama - 46ème partie - Chapitre 461 : Ushijama - 47ème partie - Chapitre 462 : Ushijama - 48ème partie - Chapitre 463 : Ushijama - 49ème partie |                  |                   |                   |                   |
| 44 | 30 novembre 2018 | 978-4-09-187064-3 | 6 novembre 2019   | 978-2-5050-7605-6 |
| Liste des chapitres : - Chapitre 464 : Ushijama - 50ème partie - Chapitre 465 : Ushijama - 51ème partie - Chapitre 466 : Ushijama - 52ème partie - Chapitre 467 : Ushijama - 53ème partie - Chapitre 468 : Ushijama - 54ème partie - Chapitre 469 : Ushijama - 55ème partie - Chapitre 470 : Ushijama - 56ème partie - Chapitre 471 : Ushijama - 57ème partie - Chapitre 472 : Ushijama - 58ème partie - Chapitre 473 : Ushijama - 59ème partie |                  |                   |                   |                   |
| 45 | 28 février 2019  | 978-4-09-187064-3 | 15 mai 2020       | 978-2-5050-8298-9 |
| Liste des chapitres : - Chapitre 474 : Ushijama - 60ème partie - Chapitre 475 : Ushijama - 61ème partie - Chapitre 476 : Ushijama - 62ème partie - Chapitre 477 : Ushijama - 63ème partie - Chapitre 478 : Ushijama - 64ème partie - Chapitre 479 : Ushijama - 65ème partie - Chapitre 480 : Ushijama - 66ème partie - Chapitre 481 : Ushijama - 67ème partie - Chapitre 482 : Ushijama - 68ème partie - Chapitre 483 : Ushijama - 69ème partie |                  |                   |                   |                   |
| 46 | 30 mai 2019      | 978-4-09-860286-5 | 28 août 2020      | 978-2-5050-8419-8 |
| Liste des chapitres : - Chapitre 484 : Ushijama - 70ème partie - Chapitre 485 : Ushijama - 71ème partie - Chapitre 486 : Ushijama - 72ème partie - Chapitre 487 : Ushijama - 73ème partie - Chapitre 488 : Ushijama - 74ème partie - Chapitre 489 : Ushijama - 75ème partie - Chapitre 490 : Ushijama - 76ème partie - Chapitre 491 : Ushijama - 77ème partie - Chapitre 492 : Ushijama - 78ème partie                                          |                  |                   |                   |                   |

### Shōgakukan
1. 1 2  Tome 1
2. 1 2  Tome 2
3. 1 2  Tome 3
4. 1 2  Tome 4
5. 1 2  Tome 5
6. 1 2  Tome 6
7. 1 2  Tome 7
8. 1 2  Tome 8
9. 1 2  Tome 9
10. 1 2  Tome 10
11. 1 2  Tome 11
12. 1 2  Tome 12
13. 1 2  Tome 13
14. 1 2  Tome 14
15. 1 2  Tome 15
16. 1 2  Tome 16
17. 1 2  Tome 17
18. 1 2  Tome 18
19. 1 2  Tome 19
20. 1 2  Tome 20
21. 1 2  Tome 21
22. 1 2  Tome 22
23. 1 2  Tome 23
24. 1 2  Tome 24
25. 1 2  Tome 25
26. 1 2  Tome 26
27. 1 2  Tome 27
28. 1 2  Tome 28
29. 1 2  Tome 29
30. 1 2  Tome 30
31. 1 2  Tome 31
32. 1 2  Tome 32
33. 1 2  Tome 33
34. 1 2  Tome 34
35. 1 2  Tome 35
36. 1 2  Tome 36
37. 1 2  Tome 37
38. 1 2  Tome 38
39. 1 2  Tome 39
40. 1 2  Tome 40
41. 1 2  Tome 41
42. 1 2  Tome 42
43. 1 2  Tome 43
44. 1 2  Tome 44
45. 1 2  Tome 45
46. 1 2  Tome 46

### Kana
1. 1 2  Tome 1
2. 1 2  Tome 2
3. 1 2  Tome 3
4. 1 2  Tome 4
5. 1 2  Tome 5
6. 1 2  Tome 6
7. 1 2  Tome 7
8. 1 2  Tome 8
9. 1 2  Tome 9
10. 1 2  Tome 10
11. 1 2  Tome 11
12. 1 2  Tome 12
13. 1 2  Tome 13
14. 1 2  Tome 14
15. 1 2  Tome 15
16. 1 2  Tome 16
17. 1 2  Tome 17
18. 1 2  Tome 18
19. 1 2  Tome 19
20. 1 2  Tome 20
21. 1 2  Tome 21
22. 1 2  Tome 22
23. 1 2  Tome 23
24. 1 2  Tome 24
25. 1 2  Tome 25
26. 1 2  Tome 26
27. 1 2  Tome 27
28. 1 2  Tome 28
29. 1 2  Tome 29
30. 1 2  Tome 30
31. 1 2  Tome 31
32. 1 2  Tome 32
33. 1 2  Tome 33
34. 1 2  Tome 34
35. 1 2  Tome 35
36. 1 2  Tome 36
37. 1 2  Tome 37
38. 1 2  Tome 38
39. 1 2  Tome 39
40. 1 2  Tome 40
41. 1 2  Tome 41
42. 1 2  Tome 42
43. 1 2  Tome 43
44. 1 2  Tome 44
45. 1 2  Tome 45
46. 1 2  Tome 46